# 漫画史
漫画的历史在世界不同地区经历了不同的发展路径。其起源可以追溯到早期的先驱形式，如古罗马的图拉真柱、埃及象形文字以及巴约挂毯。

## 艺术中的早期叙事

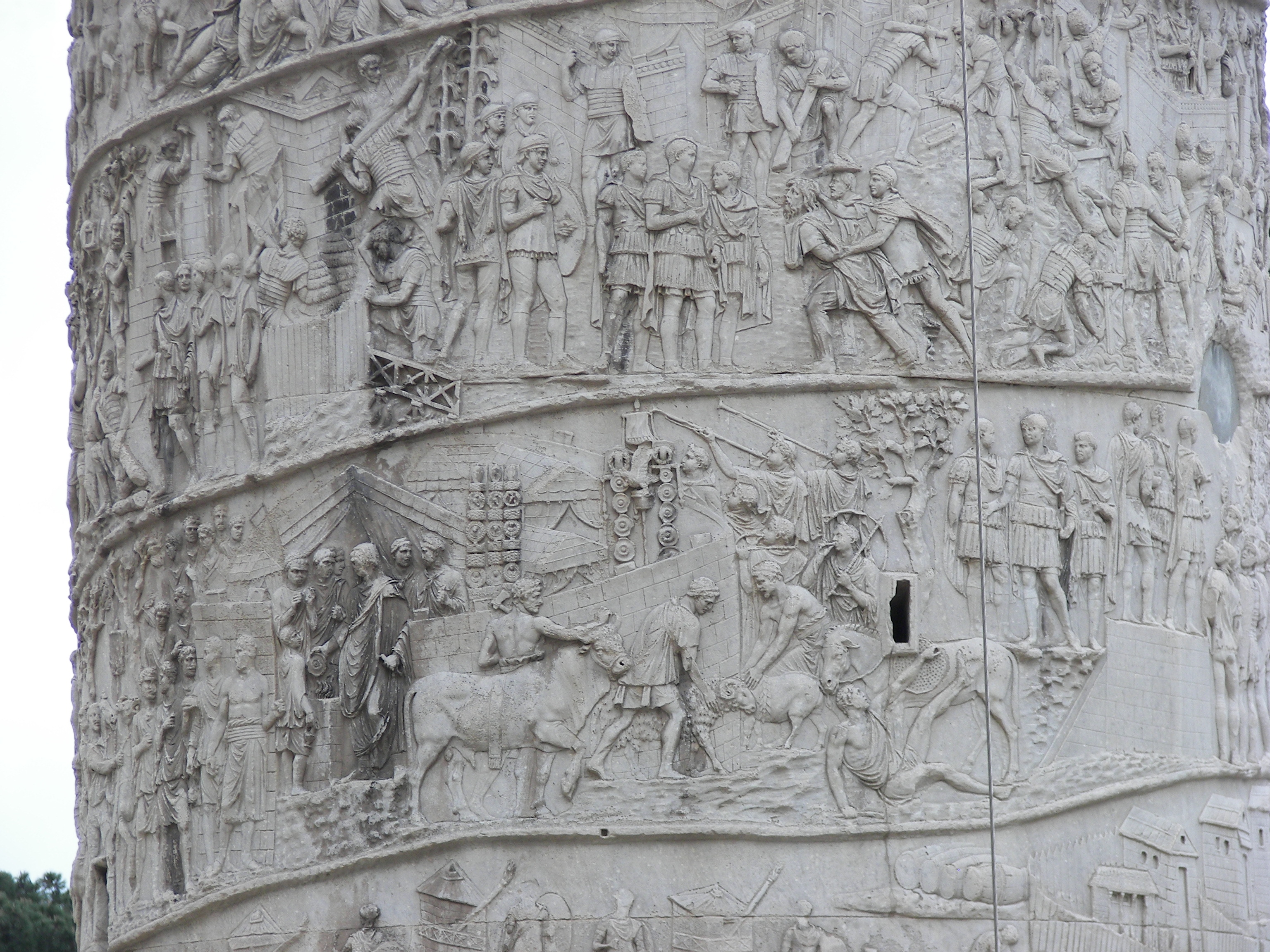
意大利罗马图拉真柱上的连续描绘

人类最早使用图像进行讲故事的例子可以追溯到五万年前的石洞壁画。 早期的连续艺术实例可以在埃及象形文字、希腊浮雕饰带、公元110年献给图拉真的图拉真柱、玛雅文字、如巴约挂毯这样的中世纪挂毯，以及带插图的基督教手稿中找到。在中世纪的绘画中，同一故事的多个连续场景（通常是圣经故事）会同时出现在同一幅画中。
印度也有一种古老的传统，可能可以追溯到公元前700年，那时“画片说书人”会一边展示绘画一边讲述故事（也是皮影戏的起源）。
直到近代印刷技术的出现，这种形式才得以广泛传播，成为一种大众媒介。

## 早期印刷与讽刺画
早期的印刷品主要集中于宗教题材，如《穷人圣经》那样的密集插图圣经版本，结合大量图文内容，以便向文盲传达基督教教义。
17至18世纪间，版画开始涉及政治与社会生活题材，也逐渐出现讽刺与漫画内容。有时会使用多幅图像来表现一个故事的多个场景，如弗兰斯·霍根伯格对1576年“西班牙的愤怒”及1589年法国亨利三世遇刺事件的描绘。
英国漫画系列先驱之一是威廉·霍加斯（1697–1764）。他创作了七套“现代道德题材”的连续图像系列，其中包括《浪子的历程》。该作品由多幅画布构成，并被制作为版画，形成完整叙事。随着工业革命带来印刷技术的发展，杂志与报纸兴起，插图作为政治与社会评论的形式变得常见，这类插图自1842年起被称作“漫画”。
尽管当时的作品如弗朗西斯·巴洛的《真实描述可怕邪恶的天主教阴谋》（约1682年）以及霍加斯的《浪子的历程》等已展现了多图像叙事，但直到19世纪，这类作品的要素才逐渐演变为我们今天所说的连环漫画。
对话气泡的发展也经历了演变，最初来自中世纪的“护符匣”，用于标识人物名称或简要说明其行为。后来的艺术家如乔治·克鲁克香克将其转变为“气球”形式，最初用于叙述身份而非对话，直到理查德·F·奥特考特才将气泡用于直接对话。

## 表格已建立

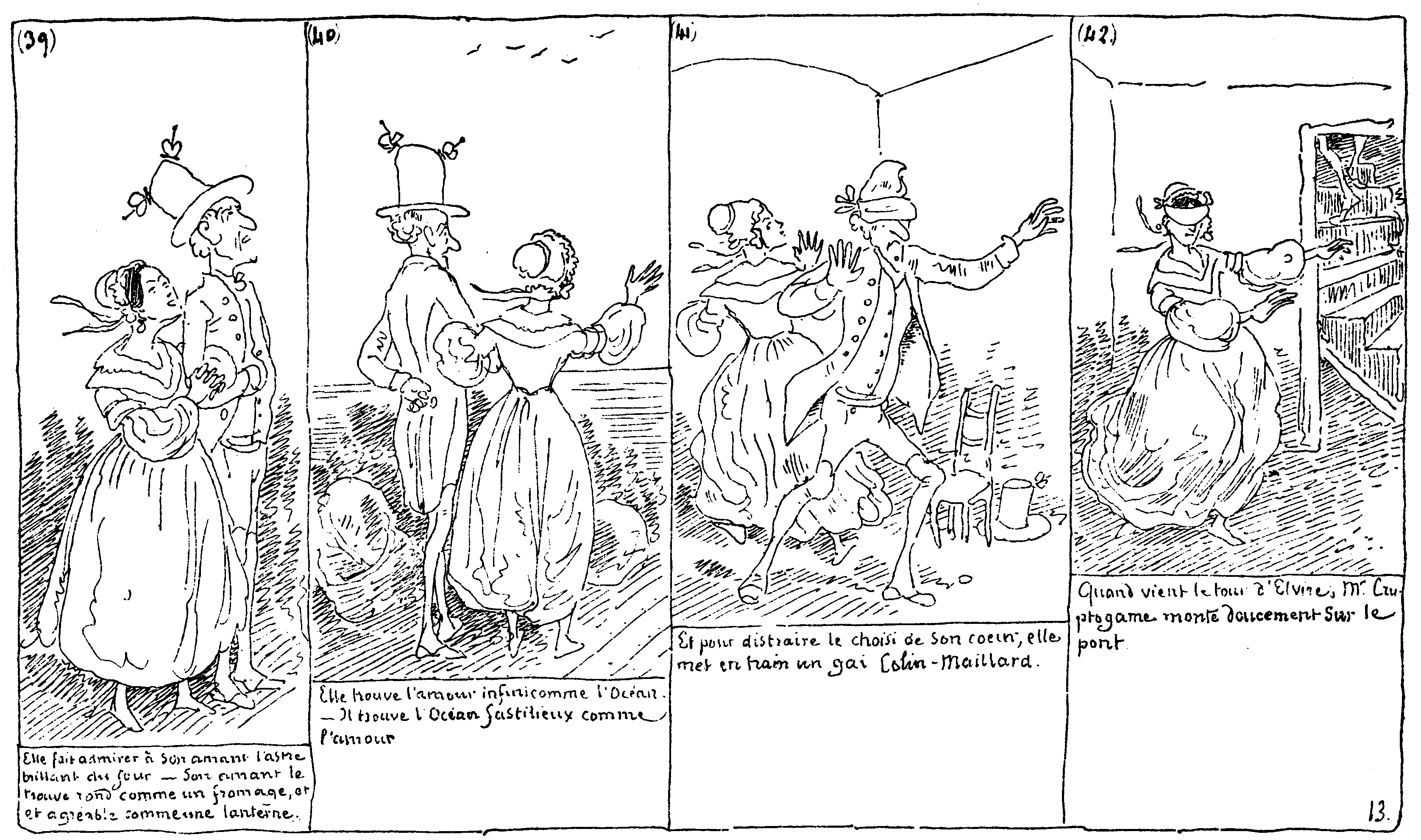
瑞士法语区艺术家鲁道夫·托普弗（Rodolphe Töpffer）的作品，被认为影响了漫画形式的发展

1826年出版的《表格已建立》可能是第一本漫画杂志。这本讽刺刊物后来更名为《北方观镜》，讽刺当时的时尚与政治。 它具备现代漫画的诸多要素，如带文字说明的图像、连载式的叙述、对话气泡、讽刺与漫画的运用。
瑞士法语区艺术家鲁道夫·托普弗（Rodolphe Töpffer）是一位说法语的瑞士艺术家，是19世纪初期的关键人物。他创作的连续插图故事图文分区，被再版于欧洲各地。1837年他出版了[[著作權|，1842年在美国以《老巴克历险记》（The Adventures of Obadiah Oldbuck）]]出版。 当时版权法律尚不健全，使得盗版与翻译版本在欧美广泛传播。 1845年，托普弗在其《相貌学论》中正式阐述了“图像故事”概念：“构建一个图片故事并不意味着你必须把自己塑造成一个工匠大师，从你的材料中汲取一切潜力——通常是渣涓！这并不意味着你只是用铅笔设计漫画，自然是轻浮的。也不是简单地戏剧化一句谚语或说明一个双关语。你必须真正发明某种戏剧，其中部分按计划排列，并形成一个令人满意的整体。你不只是写一个笑话或在对联中放一个副歌。你做一本书：好或坏，清醒或愚蠢，疯狂或健全。”

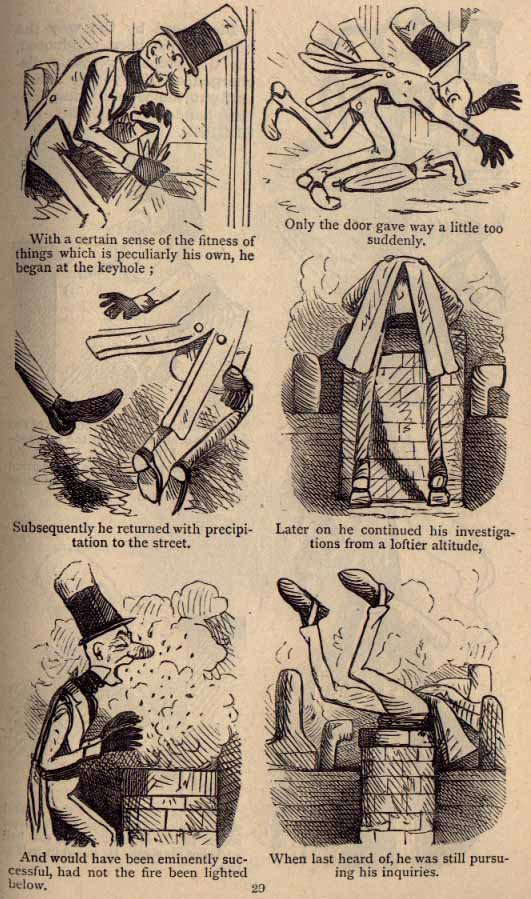
插图故事《贷款和折扣的一些奥秘》中的面板，以Ally Sloper（1867）为特色。

1845年，报刊中定期出现的讽刺画被正式称为“漫画”（cartoons）。《笨拙》于1841年创刊，最早使用此称谓讽刺当时国会举办的一次艺术展。此术语沿用至今。 欧洲大陆类似杂志包括《飞页》《查里瓦里杂志》，美国则有《法官》与《冰球》等。
1865年，德国报纸连载威廉·布施的《麦克斯与莫里茨》。布施完善了连续艺术的规则，深刻影响了漫画形式，鲁道夫·迪克斯后来受其启发于1897年创作《淘气包兄弟》。

### 面向大众的首次连载漫画
第一部以固定角色为特色的周刊漫画是1867年《朱迪杂志》中出现的《阿利·斯洛珀的半日假期》，由C·H·罗斯创作，其法国妻子艾米莉·德·泰西耶绘图。 1884年，该角色获得自己专属刊物《阿利·斯洛珀的半日假期》，由达尔泽尔兄弟社出版，八页黑白大报尺寸，在工人阶级中极受欢迎，发行量可能高达35万。 1890年，《漫画趣事》与《插图趣报》问世，奠定了英国漫画以合订本形式连载漫画的传统。
在美国，理查德·F·奥特考尔特将对话气泡与图像结合，创作了《霍根巷》和《黄孩子》（1895年首次登场），被认为确立了漫画条的形式与规范。 尽管学术界已发现更早结合多图与对话气泡的作品，但奥特考尔特的作品因其受欢迎程度及在报纸上的位置，被认为是推动漫画形式发展的关键力量。

## 20世纪的大众媒介
1920年代和1930年代，漫画行业经历了进一步的繁荣。英国的漫画选集市场开始转向以青少年为目标，主要是幽默漫画，如《丹迪》和《贝诺》。1929年，埃尔热为比利时的漫画副刊《小二十世纪》创作了《丁丁历险记》连载漫画；该作品成功地以精装漫画专辑形式出版，并由此开创了类似作品的市场。
同一时期，美国的报纸连环漫画题材也从单纯的幽默扩展到动作冒险漫画和犯罪漫画等类型，并开始将这些内容进行汇编出版。例如1929年出版的《趣画集》就是一部以报纸连环漫画为内容的报纸大小再版选集。不久之后，这类漫画书也开辟出了专门市场。第一本现代美式漫画书《著名趣画：漫画嘉年华》（也是报纸漫画的再版集）于1933年在美国出版。 到1938年，出版商已开始在这种新格式中印刷原创内容。
就在这时，《动作漫画 第1期》推出，超人首次作为封面角色登场。这个角色的受欢迎程度迅速确立了超级英雄漫画作为美国漫画书中最具代表性的“漫画流派”。这一流派在1950年代失宠，但自1960年代起又重新主导漫画形式，直至20世纪末。
在日本，这个拥有丰富插画传统的国家，漫画广受欢迎。日本漫画被称为漫画，在二战后由手冢治虫确立了现代形式。他将作品页数扩展到数百页，发展出一种电影化风格，深受当时迪士尼卡通的影响。日本市场的漫画种类广泛，从青少年奇幻漫画到爱情漫画，再到成人幻想题材，内容包罗万象。日本漫画通常以厚重选集形式出版，每本包含数百页。这些漫画常被改编为动画电影。在日本，这类电影称为动画片，许多创作者同时涉足漫画与动画两个领域，两者之间有着紧密联系。
20世纪后半叶，漫画成为极受欢迎的收藏品。自1970年代起，美国的漫画出版商开始积极推动收藏行为，并将漫画出版与制作的大部分业务转向直接迎合收藏市场。
“comic”一词在现代英语中有双重用途，既是形容词也指漫画这个媒介，这种用法常被批评为令人困惑且容易误解。
在1960年代和1970年代，地下漫画家使用“comix”这种拼写形式，以区别他们为成人受众创作的作品与主流报纸连环漫画及青少年漫画书。虽然他们的作品是为成人创作的，但大多具有喜剧元素，因此仍可使用“comic”这一标签。
“图像小说”这一术语在1970年代末期被推广开来（尽管至少在二十年前便已出现），其目的就是为了摆脱上述混淆。
1980年代，美国的漫画学术研究开始兴盛起来， 同时漫画的流行也出现复兴，艾伦·摩尔和弗兰克·米勒创作了多部著名超级英雄作品，而比尔·沃特森的《加尔文与霍布斯》和加里·拉尔森的《远方世界》也开始连载发行。
自1990年代中期以来，网络漫画逐渐流行。随着万维网的兴起，艺术家可以低成本地在互联网上自我发布漫画。像Keenspot和Modern Tales这样的专门网络平台为网络漫画提供了类似出版联合发行的方式。
斯科特·麦克劳德在2000年提出，网络漫画创作者可以通过充分利用数字媒介进行创作，例如使用“无限画布”等技术，来彻底革新漫画媒介。2000年代初期，网络漫画日益普及，像鹰奖和艾斯纳奖等著名漫画奖项也开始设立网络漫画奖项类别。

### 引用的作品
- 比尔博姆, 罗伯特. . 在美国寻找托普费尔. 2003  [2012-07-23]. （原始内容存档于2013年1月21日）.
- 麦克劳德, 斯科特. . 厨房水槽出版社. 1993. ISBN 0-87816-243-7.
- 佩里, 乔治; 奥尔德里奇, 艾伦.  修订版. 企鹅出版社. 1989. ISBN 0-14-002802-1.
- 萨宾, 罗杰. . 劳特利奇出版社. 1993. ISBN 0-415-04419-7.
- 斯莫尔德伦, 蒂埃里. . 《漫画艺术》. 2006年夏, (第8期): 90–112.